# 미종예
미종예(迷踪藝, 迷踪拳)는 중국 북파(北派)에서 발전한 무술 유파로 정무체육회(精武體育會)의 창립자인 곽원갑(霍元甲)이 연마하던 권법으로 유명하다. 미종예는 미종권(迷踪拳), 비종권(秘宗拳), 연청권(燕靑拳), 미조권(弥祖拳) 등 다양한 이름으로 불리고 있는데 초기 이름은 연청권(燕青拳)이었다고 한다. 그 이름의 유래는 소설 《수호전》에서 연청(燕靑)이란 인물이 사용하던 무술이었다고 하여 붙여졌다. 미종예란 이름은 권법의 특징이 복잡하고 오묘한 보법을 구사하면서 상대를 현혹시킨 뒤에 기습을 한다는 점으로부터 유래가 되었다.

## 기원과 역사
미종예의 기원 중에는 소설 《수호전》 속 인물인 연청이 창시하였다는 설과 소림사에서 기원하였다는 설이 공존하고 있다.
- 먼저 수호전의 연청이 창시했다는 설을 보면 연청은 송나라의 죄인이었기 때문에 그의 제자들이 스승의 이름을 감추는 바람에 '비종권(秘宗拳)'이 되었다는 설이 있으며 연청이 관군에게 쫓기며 양산박으로 도망가던 중에 눈길 위에 발자국을 남기지 않았기에 이런 이름이 붙었다는 설도 있다.

- 소림사에서 기원하였다는 설은 소림사의 승려인 긴나라왕(紧那罗王)이 창시했다는 것이다. 긴나라왕은 소림의 속가 제자로서 소림의 무공을 보고 스스로 몇 가지 무술을 창시하였는데 그 중에 하나가 연청권이라는 것이다. 원나라 때 홍건적이 소림사로 쳐들어왔을 때 긴나라왕이 철곤을 들고 홍건적을 물리쳤고 후에 연청의 이름을 빌려 연청문(燕靑門)을 창건하였다고 한다.

연청권은 청나라 때 연청권의 전수자인 손통(孫通)이라는 사람이 창주(滄州)에서 연청권을 전수하게 되어, 하북지방에 널리 알려지게 되었다고 한다.
연청권은 후대에 곽원갑에게 전수가 되면서 미종예로 발전을 하게 되고 정무체육회의 정식 권법으로 들어서면서 곽원갑과 정무체육회의 명성과 함께 나날이 발전해갔다고 한다.

## 미종예의 특징
미종예는 기본적으로 소림권의 형태와 비슷하다. 그러나 태극권(太極拳)처럼 호흡을 중시하는 내가권의 형태 역시 가지고 있기에 내가와 외가가 조화를 이루고 있다. 또한 보법과 신법이 매우 오묘하며 복잡한데 넓고 큰 동작에 발경을 넣어 인체의 급소와 내장을 공격한다. 미종예의 보법은 매우 화려하면서도 신출귀몰하여 이소룡 역시 절권도(截拳道)의 보법에 미종예의 보법을 차용했다고 한다.

## 투로
- 곽씨연권 - 곽원갑이 남긴 미종예의 투로에 응조권과 장권의 장점을 더한 권법으로 미종예의 정식 투로 중 하나이다.

## 같이 보기
- 곽원갑